# Sebastián Sosa Sánchez
Sebastián Sosa Sánchez (* 13. března 1994, Melo) je uruguayský fotbalový útočník, od srpna 2014 působící v KF Vllaznia. Mimo Uruguaye působil v Itálii a na Slovensku.

## Klubová kariéra
Svoji fotbalovou kariéru začal v Melo Wanderers, odkud v průběhu mládeže přestoupil do Cerro Larga, kde hrál nejprve za mládež a následně za první mužstvo. V roce 2012 podepsal italské Palermo. V klubu, který se stal jeho prvním zahraničním angažmá, hrál pouze za dorost. V zimním přestupovém období ročníku 2012/2013 odešel hostovat do Central Españolu a v únoru 2014 zamířil na další hostování do slovenské Senice. V průběhu jarní části ročníku se vrátil zpět do Palerma. V létě 2014 přestoupil do italského Empoli, odkud odešel obratem hostovat do albánského Vllaznia. V létě 2015 do klubu přestoupil.